# Клімаш Іван Семенович
Іван Семенович Клімаш (нар. 1915 — ?) — радянський діяч, секретар Волинського обласного комітету КПУ, заступник голови Волинського облвиконкому, голова Волинської обласної ради профспілок, 1-й секретар Ковельського міського комітету КП(б)У Волинської області.

## Біографія
Член ВКП(б).
На 1952 — червень 1954 року — 1-й секретар Ковельського міського комітету КП(б)У Волинської області.
У червні 1954 — лютому 1960 року — секретар Волинського обласного комітету КПУ з питань ідеології.
У 1960—1962 роках — голова Волинської обласної ради професійних спілок.
У 1962—1970 роках — заступник голови виконавчого комітету Волинської обласної ради депутатів трудящих. З червня 1962 року — голова обласної редакційної колегії тому «Історія міст і сіл Української РСР. Волинська область».
У 1970—1978 роках — начальник управління кінофікації виконавчого комітету Волинської обласної ради депутатів трудящих.

## Нагороди та відзнаки
- орден Трудового Червоного Прапора
- ордени
- медалі